# Erasmus-Universität Rotterdam
Die Erasmus-Universität Rotterdam (niederländisch Erasmus Universiteit Rotterdam, Abkürzung: EUR) ist eine niederländische Universität in Rotterdam. Benannt wurde die Universität nach Erasmus von Rotterdam, einem Humanisten, Philosophen und Theologen aus dem 15. Jahrhundert. Die Universität besitzt sieben Fakultäten sowie zwei Institute und konzentriert sich auf vier Fachgebiete:
- Gesundheit – Faculty of Medicine and Health Sciences/Erasmus MC und institute of Health Policy & Management (iBMG)
- Wirtschaft – Erasmus School of Economics (ESE) und Rotterdam School of Management (RSM)
- Staatsführung – Erasmus School of Law (ESL) und International Institute of Social Sciences
- Kultur – Erasmus School of History, Culture and Communication, Faculty of Social Sciences und Faculty of Philosophy

Erasmus MC ist das größte und eines der wichtigsten akademischen Medizinzentren in den Niederlanden, wohingegen die volkswirtschaftlichen und betriebswirtschaftlichen Fakultäten der EUR, die Erasmus School of Economics und die Rotterdam School of Management, führend in Europa und der Welt sind. Die Erasmus School of Law ist eine der größten Rechtsschulen in den Niederlanden.

## Geschichte

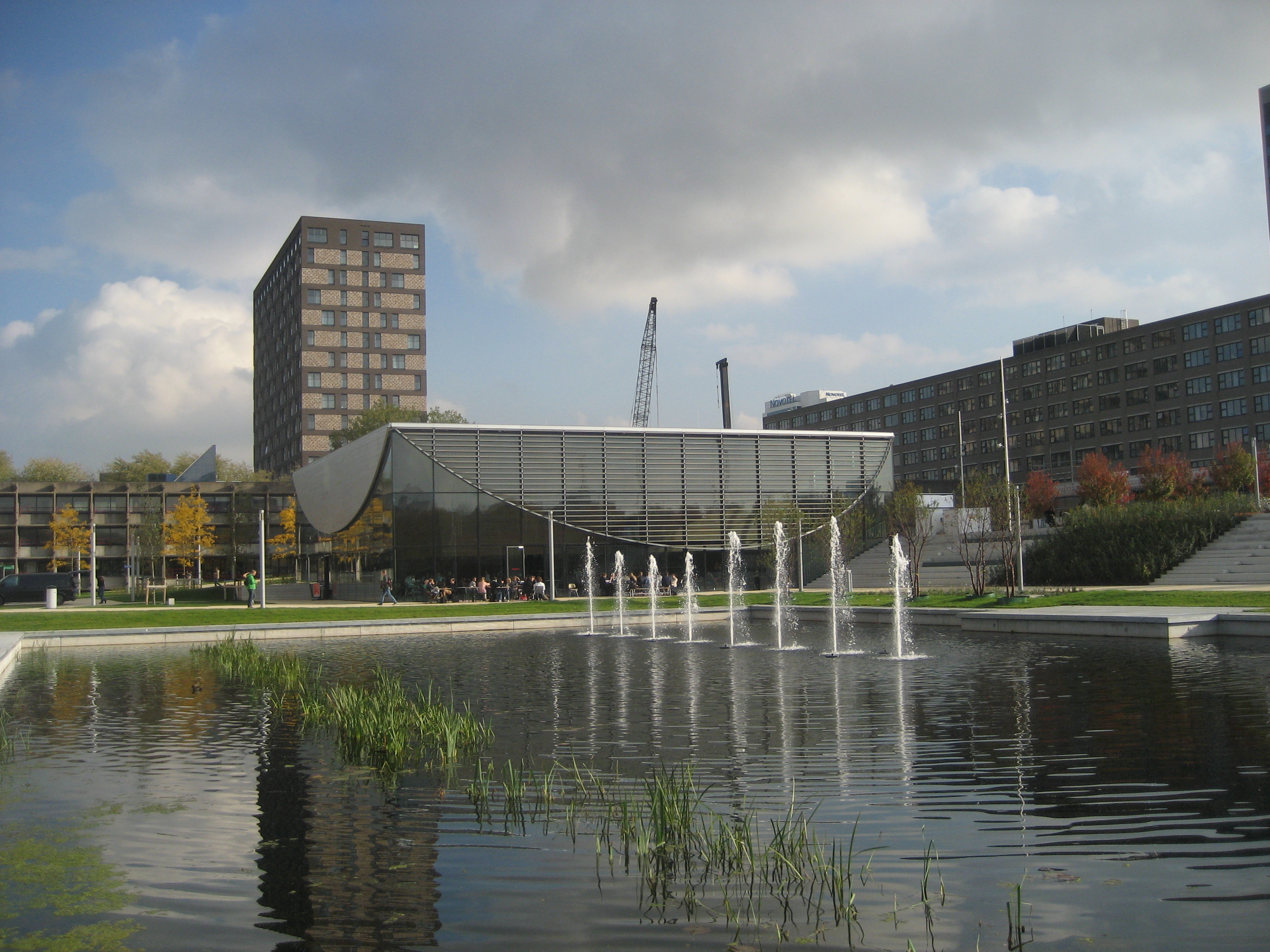
Erasmus Pavillon auf dem Campus Woudestein

Die Ursprünge gehen auf die Netherlands School of Commerce (Nederlandse Handels-Hoogeschool; NHH) zurück, welche 1913 auf eine private Initiative der kaufmännischen Gemeinschaft Rotterdams hin gegründet wurde. Die amtliche Anerkennung von Handelsgewerbe und Ökonomie als akademische Disziplinen führte 1939 zu einer Namensänderung: die NHH wurde zur Netherlands School of Economics (Nederlandse Economische Hogeschool; NEH). Die zunehmende Komplexität der niederländischen Gesellschaft hatte in den 1960er Jahren die Ankunft neuer Fakultäten – Jura und Gesellschaftswissenschaften – zum Ergebnis, denen in den 1970er und 1980er Jahren weitere Fakultäten für Philosophie, Geschichte und Kunst sowie Betriebswirtschaftslehre folgten.
Gleichzeitig versuchte die Foundation for Higher Clinical Education seit 1950 einen vollwertigen Medizinstudiengang in Rotterdam zu etablieren. Diese Bestrebungen ergaben, dass 1966 die Regierung die Medizinische Fakultät Rotterdam gründete und im Dijkzigt Hospital ansiedelte. Zusammen mit dem Sophia-Kinderhospital und der Daniel den Hoed-Klinik formte diese das Universitätskrankenhaus Rotterdam, welches seit dem 1. Januar 2003 den Namen Erasmus MC trägt.
In 1973 fusionierten die Medizinische Fakultät Rotterdam und die Netherlands School of Economics zur Erasmus-Universität Rotterdam, benannt nach dem niederländischen Humanisten und Theologen Desiderius Erasmus, der im 15. Jahrhundert in Rotterdam lebte. Schließlich wurde 2009 das International Institute of Social Studies, ein im Bereich der Entwicklungsforschung und internationalen Zusammenarbeit international renommiertes Institut, Teil der Erasmus-Universität.

## Erasmus School of Economics
Die Erasmus School of Economics (ESE) ist die volkswirtschaftliche Fakultät der Erasmus-Universität Rotterdam und erwarb sich ihren exzellenten Ruf dank der weltweit anerkannten Arbeit des dort angestellten Ökonomen und Nobelpreisträgers Jan Tinbergen. Sie wird durch einen Dekan – derzeit Professor Philip Hans Franses – geleitet und besteht aus dem Department of Economics, dem Department of Business Economics, dem Department of Econometrics und dem Department of Applied Economics, einer Forschungsabteilung, einer Bildungsabteilung und einer fakultätseigenen Verwaltung. Zur Forschungsabteilung gehören das zusammen mit den volkswirtschaftlichen Fakultäten der Universität von Amsterdam und der Freien Universität Amsterdam betriebene Tinbergen-Institut. sowie das Erasmus Research Institute of Management (ERIM).
Es gibt 7.248 Studenten (2020), hat Austauschabkommen mit 70 Partneruniversitäten im Ausland, bietet fünf Bachelor- und elf Master-Studiengänge an und verwaltet ein Budget von ca. 32 Millionen Euro.

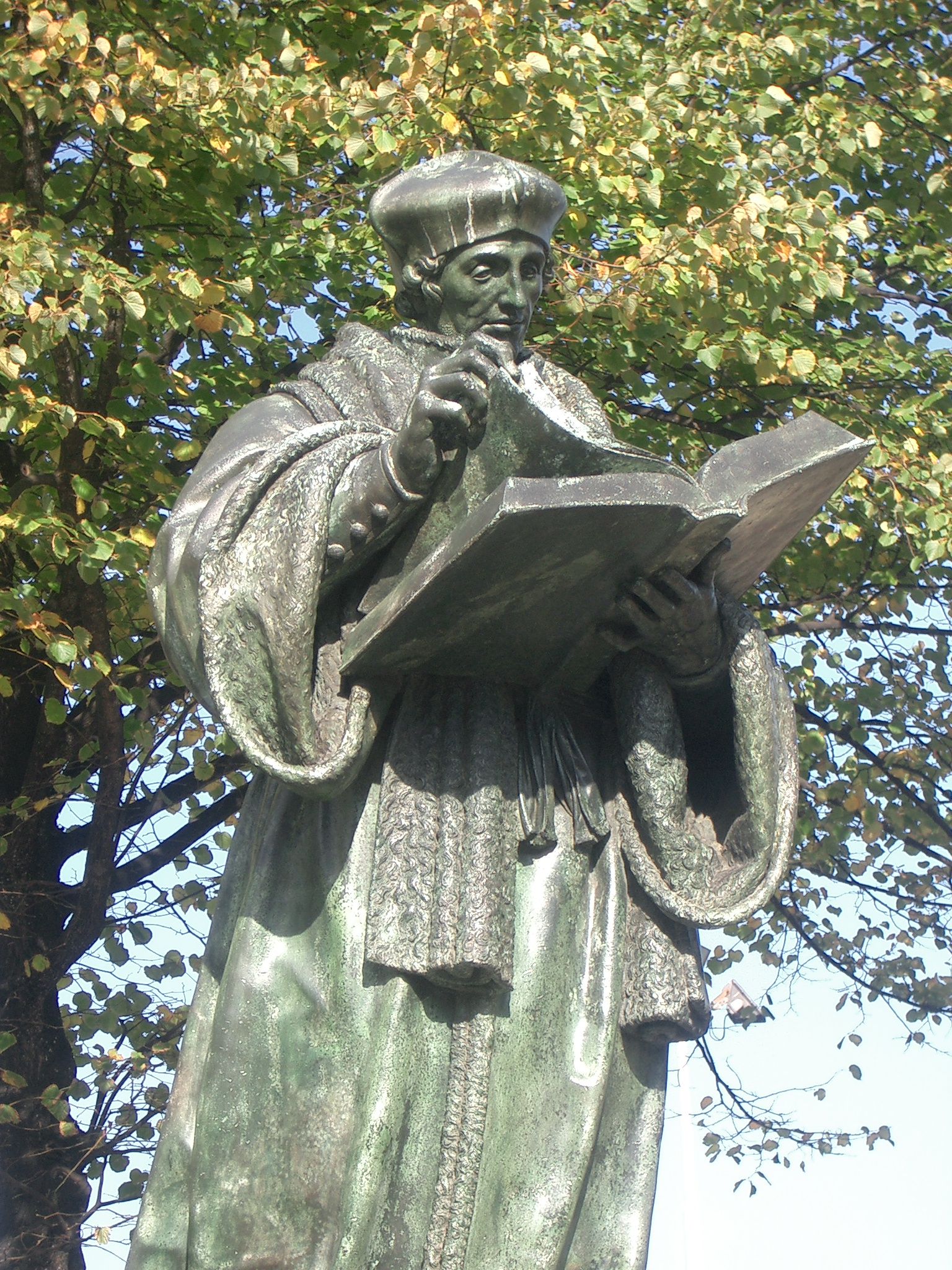
Erasmus-Statue in der Stadt Rotterdam

## Rotterdam School of Management
Siehe auch Rotterdam School of Management
Die Rotterdam School of Management (RSM) ist die betriebswirtschaftliche Fakultät der Erasmus-Universität Rotterdam und geht auf eine gemeinsame Gründungsinitiative der EUR sowie der Technischen Universität Delft aus dem Jahr 1969 zurück. Die RSM wird durch einen Dekan – gegenwärtig Professor Ansgar Richter – geleitet und ist in acht akademische Abteilungen untergliedert:
- Department of Decision and Information Sciences
- Department of Management of Technology and Innovation
- Department of Organisation and Personnel Management
- Department of Marketing Management
- Department of Strategic Management and Entrepreneurship
- Department of Accounting & Control
- Department of Finance
- Department of Business-Society Management.

In der Forschung kooperiert die RSM mit der Erasmus School of Economics im Rahmen des Erasmus Research Institute of Management (ERIM). Auf der Ebene der Bildung bietet sie eine Vielzahl von Bachelor-, MBA- und allgemeine Masterprogramme an, ebenso wie Programme für Doktoranden und Berufstätige.

## Erasmus MC
Das Tätigkeitsfeld von Erasmus MC ist breit gefächert und erstreckt sich von Krankheit zu Gesundheit und von individueller zu sozialer Gesundheitsversorgung. Gemessen am Umsatz ist das Krankenhaus das größte der sieben Universitätskliniken in den Niederlanden.
Das Erasmus MC startete im Mai 2009 mit einem großen Neubau- und Renovierungsprojekt. Der erste Bauabschnitt (Ost) wurde 2013 fertiggestellt und in Betrieb genommen. Der zweite Bauabschnitt (West) war Ende 2017 fertiggestellt und 2018 bezogen worden. Danach ist der Abriss des Dijkzigt Hospital und die Sanierung des Fakultätsturms und des Sophia-Kinderkrankenhauses begonnen.
Das Krankenhaus verfügt über 39 Operationssäle und 1.233 Betten. Es gibt 121 Intensivstationen und 16 Strahlentherapiebunker. Als universitäres medizinisches Zentrum trägt das Erasmus MC in den Niederlanden zu Forschung, Bildung und Patientenversorgung bei. Dort arbeiten 13.858 Mitarbeiter und 949 Fachkärtze. Außerdem 2.322 Mitarbeiter im Krankenhaus Admiraal de Ruyter (ADRZ) in Zeeland, das auch zum Erasmus MC gehört. 4.093 Medizinstudenten werden am Erasmus MC ausgebildet. Im Jahr 2021 hatte Erasmus MC 659.317 ambulante Klinikbesuche und 30.771 Patienten wurden aufgenommen, die durchschnittlich 6,69 Tage im Krankenhaus verbrachten. Es verfügt über einen gesundheitswissenschaftlichen und grundlagenwissenschaftlichen Bereich sowie über eine Vielzahl akademischer Krankenhausfunktionen. Das Krankenhaus ist eines von elf Traumazentren in den Niederlanden und verfügt über ein mobiles medizinisches Team.

### Erasmus Mc Sophia
Das nach Königin Sophia benannte Kinderkrankenhaus ist das älteste Kinderkrankenhaus der Niederlande. Es wurde 1863 gegründet. Seit der Fusion mit mehreren anderen Rotterdamer Krankenhäusern zu Beginn des 21. Jahrhunderts ist es Teil von Erasmus MC und heißt seitdem 'Erasmus MC Sophia'. Als Akademisches Krankenhaus widmet es sich neben der direkten Diagnose und Behandlung von Patienten auch der wissenschaftlichen Forschung.
Es gibt vier Profilbereiche, in denen hochkomplexe Versorgung aus einem breiten multidisziplinären Ansatz angeboten wird:
- Pädiatrisches Thoraxzentrum
- Gehirnzentrum der Kinder
- Mutter-Kind-Zentrum
- Zentrum für Seltene Erkrankungen

Es verfügt über ein eigenes Fernsehstudio, in dem 'Sophia TV' gedreht wird. Das bedeutet, dass zweimal pro Woche Live-Übertragungen für und von Patienten stattfinden. Eltern und ihre Kinder können ein freies Zimmer im Ronald McDonald Haus Sophia Rotterdam anfordern.

### Corona-Pandemie
Während der Koronakrise in den Niederlanden wurde Erasmus MC als Standort für das 'Nationale Koordinierungszentrum für Patienten' bestimmt, die sich während der Koronakrise in den Niederlanden auf die Bettenkapazität der Intensivstation verteilen. Zusammen mit dem Nationalen Institut für öffentliche Gesundheit und Umwelt in Bilthoven war es auch eines von zwei Fachlaboren, die zusammen mit regionalen Upscaling-Laboren Corona-Tests durchgeführt haben. Schließlich forscht Erasmus MC zusammen mit der Universität Utrecht an Antikörpern gegen Corona.

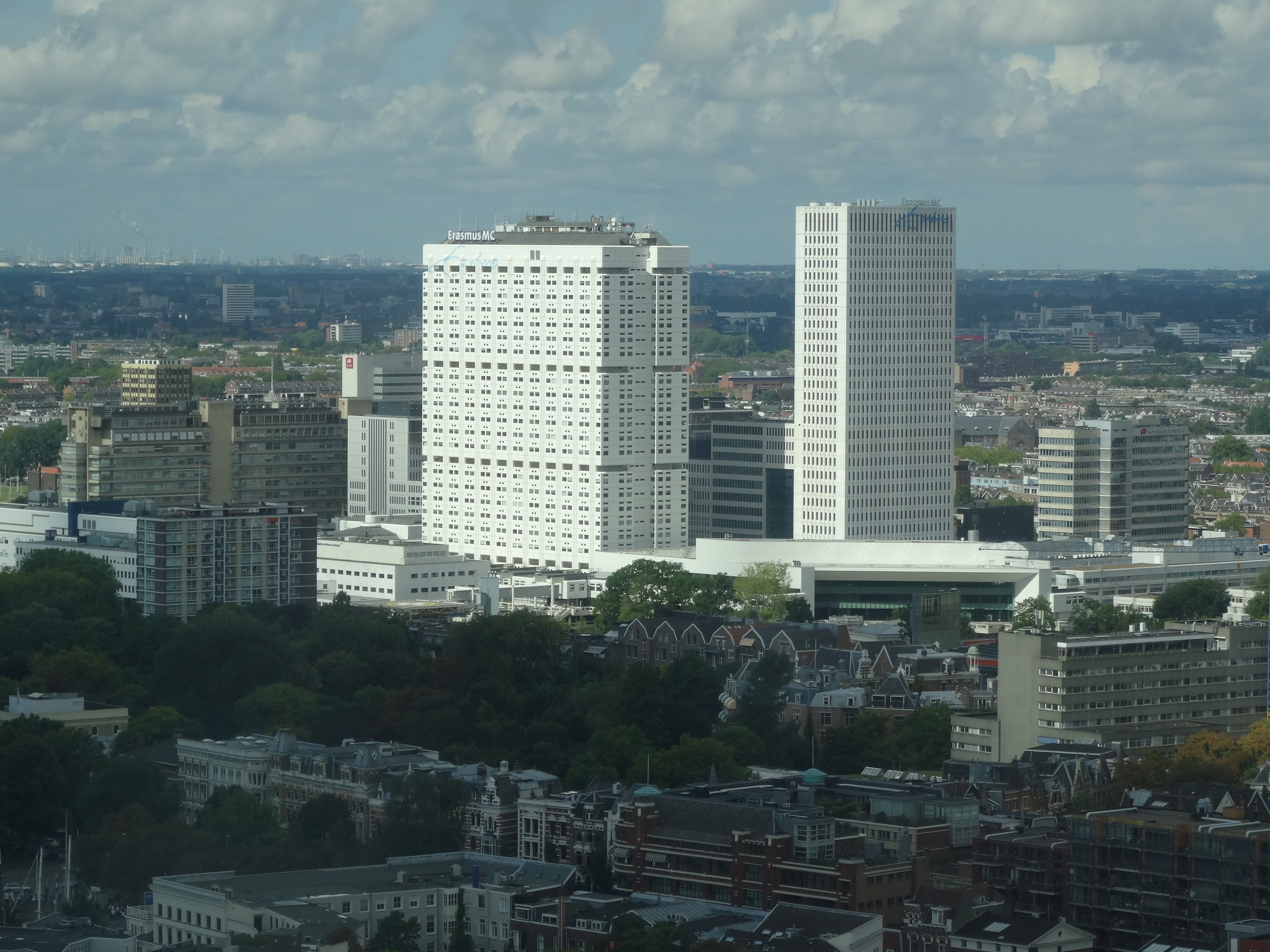
Universitärmedizinisches Centrum Rotterdam (Erasmus MC)

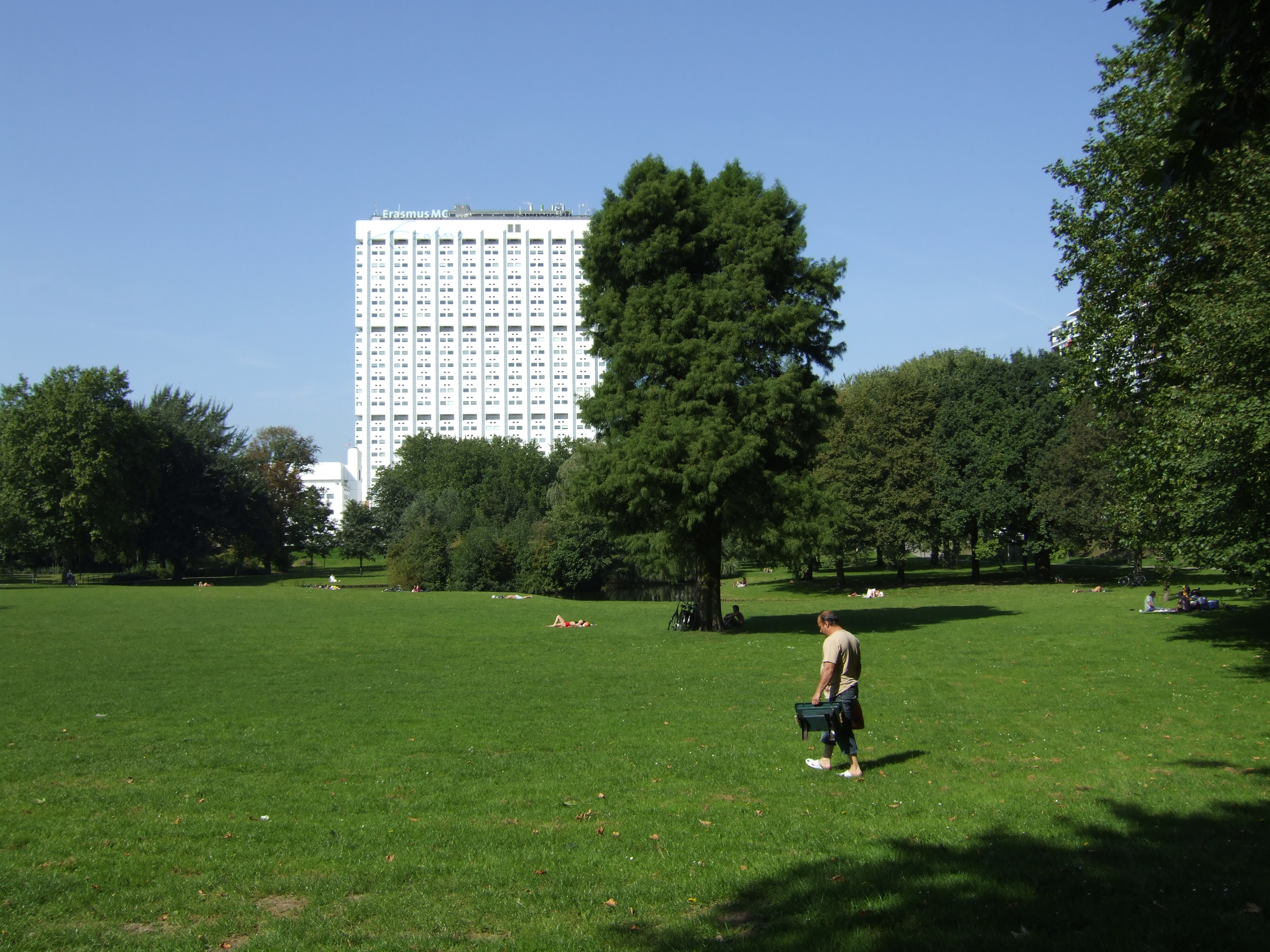
Das Erasmus MC mit Het Park

## Rankings
Das internationale Times Ranking hat die Erasmus-Universität Rotterdam 2017 auf Rang 69 aller weltweit bestehenden Universitäten geführt. Die medizinische Fakultät erreichte den Rang 42 im weltweiten Vergleich.
Im QS World University Rankings 2016 belegte die Erasmus-Universität im Bereich Accounting & Finance den Rang 43 weltweit und Rang 11 in Europa. Im Bereich Economics & Econometrics belegte sie den Rang 40 weltweit und zählt zu den zehn besten europäischen Wirtschaftsfakultäten. Die Rotterdam School of Management erreichte international den Rang 21 und Rang 8 in Europa.
Im Shanghai-Ranking 2015 zählt die Erasmus-Universität im Bereich Wirtschaft zu den vier besten europäischen Hochschulen und erreicht den 29. Platz international.

## Bekannte Alumni
- Stefan Aartsen
- Peter Bakker (* 1961), Manager
- Marten van den Berg (* 1961), Diplomat
- Jules Bijl (* 1958), Politiker (D66) und Diplomat
- Eduard Bomhoff (* 1944), Ökonom und Politiker
- Edith Bos
- Elbert Dijkgraaf (* 1970), Politiker (SGP) und Ökonom
- Wim Dik (* 1939), Ökonom
- Joost Eerdmans (* 1971), Politiker
- Moritz Fleischmann
- Pim Fortuyn (1948–2002), Politiker und Soziologe
- Hans Galjaard (* 1935), Zellbiologe
- Aart Jan de Geus (* 1955), Politiker und Jurist
- Pieter van de Griend (1922–2001), Erzieher
- Marian Grunden, Fernsehmoderator
- Frank Grosveld (* 1948), Molekularbiologe
- Eddy Hartog (* 1962), Beamter und Politiker (Volt)
- Mohammad Hatta (1902–1980), Vizepräsident und Ministerpräsident von Indonesien
- Herman Heinsbroek (* 1951), Ökonom
- Cor Herkströter (* 1937), Ökonom
- Jan Hoeijmakers (* 1951),  Molekularbiologe, Biochemiker und Molekulargenetiker
- Bianca Hoogendijk (* 1960), Anwalt
- Jan Kees de Jager (* 1969), Politiker (CDA) und Finanzminister
- Johan Friso van Oranje-Nassau van Amsberg (1968–2013), Ökonom
- Neelie Kroes (* 1941), Unternehmensberaterin und Politiker VVD
- Ruud Lubbers (1939–2018), Minister-Präsident der Niederlande und Ökonom
- Doede Nauta (* 1934), Philosoph
- Annette Nijs (* 1961), Ökonom
- Sergio Orlandini (1921–2015), Ökonom
- Albert Osterhaus (* 1948), Veterinär und Virologe
- Gerrit Abraham van Poelje (1884–1976), Ökonom
- Heinz Hermann Polzer (1919–2015), Kabarettist, Komponist und Dichter
- Jan Pronk (* 1940), Politiker und Diplomat
- Alexander Rinnooy Kan (* 1949), Mathematiker und Manager
- Jo Ritzen (* 1945), Ökonom und Politiker
- Onno Ruding (* 1939), Bankmanager und Politiker
- Luc Sala (* 1949), Ökonom
- Melanie Schultz van Haegen (* 1970), Politiker VVD
- Marianne Thieme (* 1972), Tierschützerin, Publizistin und Politikerin Partij voor de Dieren
- Jan Tinbergen (1903–1994), Mathematiker und Wirtschaftswissenschaftler, Alfred-Nobel-Gedächtnispreises für Wirtschaftswissenschaften des Jahres 1969
- João Varela (* 1974), Politiker
- Roland Vaubel (1948–2024), deutscher Ökonom
- Cees Veerman (* 1949), Ökonom und Politiker
- Frans Weisglas (* 1946), Politiker
- Nout Wellink (* 1943), Ökonom
- Inez Weski (* 1955), Anwalt
- Hans Wijers (* 1951), Ökonom und Politiker